# Sherman Firefly
Sherman Firefly — британський середній танк часів Другої світової війни. Являв собою американський танк M4 Sherman, але озброєний більш потужною британською гарматою QF-17 pounder. Існувало два варіанти: Sherman IC (на базі M4) и Sherman VC (на базі M4A4). 
Британська армія широко використовувала танки Sherman, але вони очікували, що незабаром будуть розроблені власні моделі танків, тому ідея встановити 17-фунтову гармату на Sherman спочатку була відкинута. Однак зусиллями двох наполегливих британських офіцерів небажання уряду було врешті-решт подолано, і Firefly пішов у виробництво. Це виявилося правильним рішенням, оскільки конструкція танкa Challenger зазнавала труднощів та затримок.

## Бойове застосування
Будучи єдиним танком, здатним вражати німецькі важкі танки "Тигр" і "Пантера" на типових дистанціях реального бою, Sherman Firefly знайшов широке застосування під час висадки союзників у Нормандії. Оскільки ствол Firefly був помітно довшим, ніж у звичайного 75 мм Sherman, екіпажі намагалися замаскувати їх, щоб танк здалеку виглядав як звичайний Шерман.